# Onkaparinga Challenger
L'Onkaparinga Challenger (nome ufficiale City of Onkaparinga ATP Challenger, noto anche come Happy Valley Challenger) è stato un torneo professionistico di tennis facente parte dell'ATP Challenger Tour. Si giocava annualmente dal 2015 al 2017 sui campi in cemento dell'Happy Valley Tennis Club di Happy Valley, sobborgo della Città di Onkaparinga nell'area metropolitana di Adelaide, in Australia.

## Albo d'oro

### Singolare
| Anno | Campione        | Finalista        | Punteggio   |
| ---- | --------------- | ---------------- | ----------- |
| 2017 | Peter Gojowczyk | Omar Jasika      | 6–3, 6–1    |
| 2016 | Taylor Fritz    | Dudi Sela        | 7–6(7), 6–2 |
| 2015 | Ryan Harrison   | Marcos Baghdatis | 7–6(8), 6–4 |

### Doppio
| Anno | Campioni                             | Finalisti                           | Punteggio           |
| ---- | ------------------------------------ | ----------------------------------- | ------------------- |
| 2017 | Hans Podlipnik-Castillo Max Schnur   | Steven de Waard Marc Polmans        | 7–6(5), 4–6, [10–6] |
| 2016 | Matteo Donati Andrej Golubev         | Denys Molčanov Oleksandr Nedovjesov | 3–6, 7–6(5), [10–1] |
| 2015 | Andrej Kuznecov Oleksandr Nedovjesov | Alex Bolt Andrew Whittington        | 7–5, 6–4            |